# Akut
"Akut" är även förkortning av akutmottagning.
Akut i medicinsk betydelse avser att ett sjukdomstillstånd har uppstått snabbt, varat en kort tid samt att den drabbade personen försämras och är i behov av behandling så snart som möjligt.
En sjukdom där symptomen kommer långsammare – inom några veckor – kallas subakut. Sjukdomar med successivt insättande symptom, som långsamt förvärras alternativt inte förbättras, kallas kroniska. Såväl akuta som subakuta sjukdomar kan övergå till kroniska sjukdomstillstånd.

## Stroke
- Akut-testet - en enkel metod som du kan använda om du misstänker att en person har fått en stroke